# Jablonov
Jablonov (Hongaars: Szepesalmás) is een Slowaakse gemeente in de regio Prešov, en maakt deel uit van het district Levoča.
Jablonov telt 969 inwoners.